# Lampedusa
Lampedusa (sizilianisch Lampidusa [lambɪˈɾuːsa]) ist die größte der Pelagischen Inseln im Mittelmeer zwischen Sizilien und Tunesien. Die Insel gehört zu Italien, und hier innerhalb der Autonomen Region Sizilien zur Gemeinde Lampedusa e Linosa im Freien Gemeindekonsortium Agrigent.
Lampedusa ist seit den 2010er Jahren vor allem bekannt als Station auf der Flucht nach Europa. Die Lebensbedingungen der vielen Tausend auf der Insel festgehaltenen Flüchtlinge werden seither als menschenunwürdig kritisiert. 2023 wurde die italienische Regierung deswegen vom Europäischen Gerichtshof für Menschenrechte verurteilt.

## Geografie

### Lage
Lampedusa liegt zwischen dem Libyschen und Sizilischen Meer rund 205 Kilometer südlich von Sizilien und auf der kürzesten Strecke 138 Kilometer östlich der tunesischen Küste, etwa auf gleicher Breite wie die Stadt Monastir.
Es ist die südlichste Insel Italiens. Südlichere Punkte der EU im Mittelmeer gibt es u. a. auf Zypern, Kreta oder in Melilla.

### Beschreibung

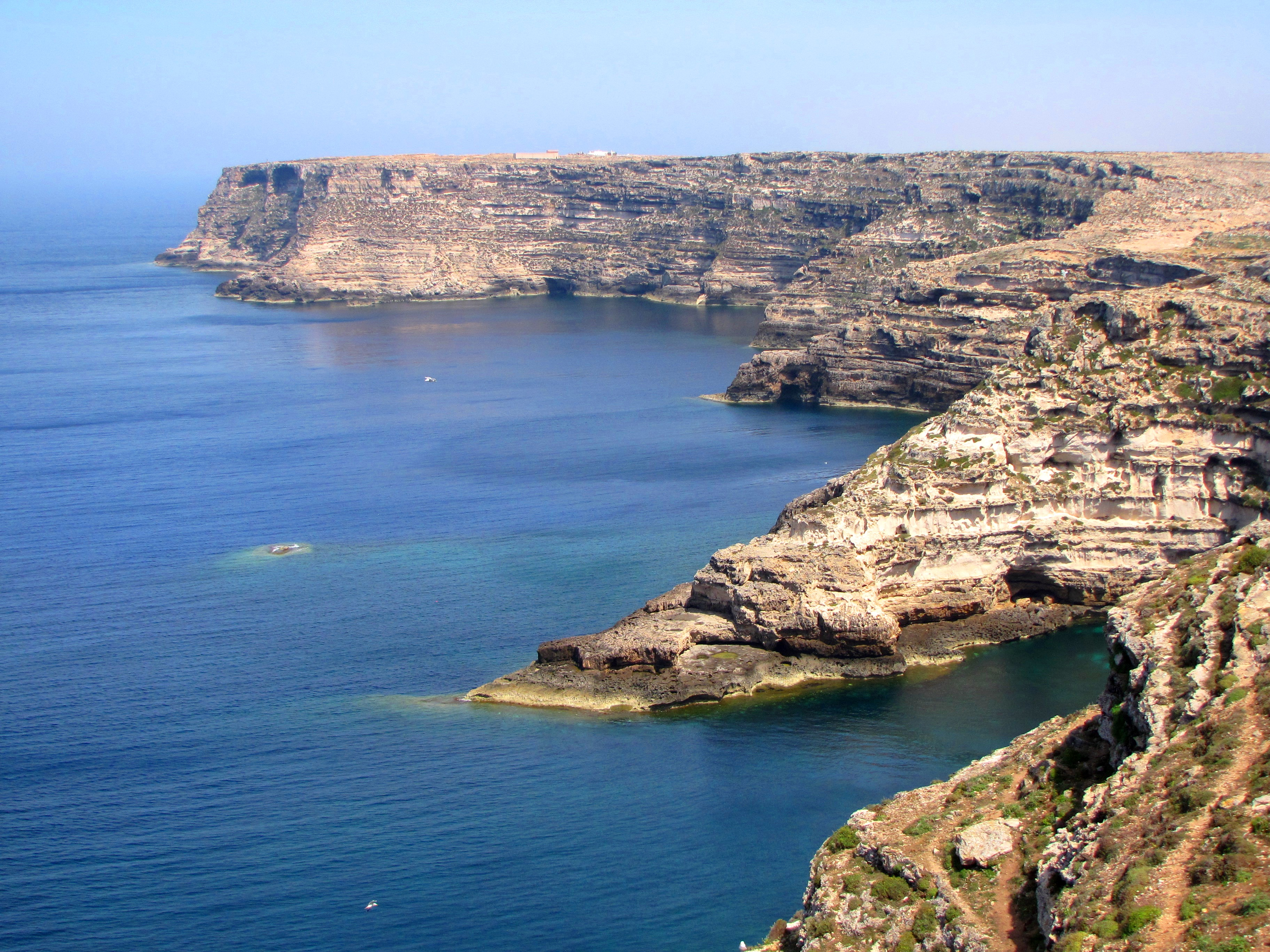
Steilküste im Nordosten von Lampedusa

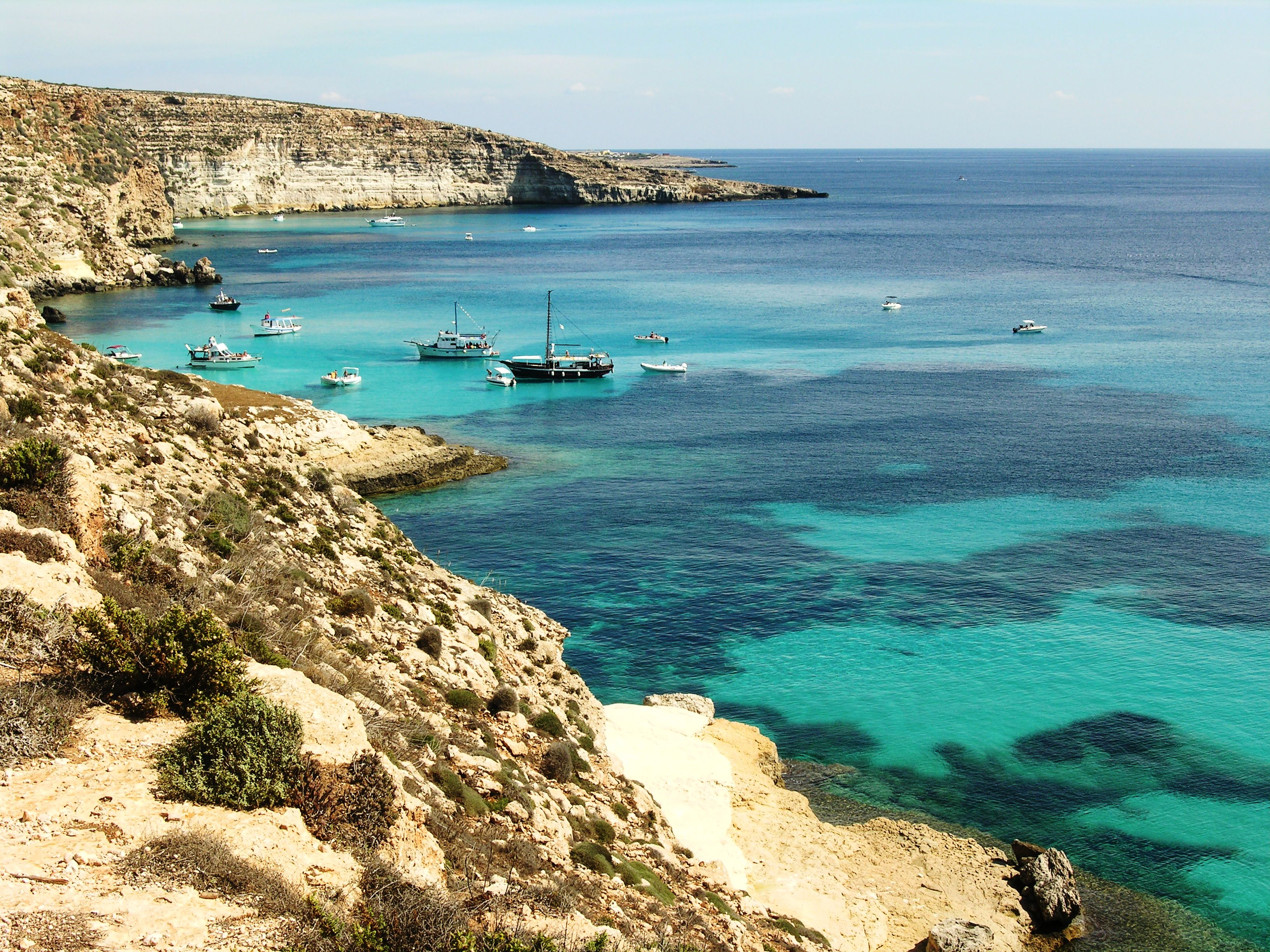
Küstenabschnitt Lampedusas

Die Fläche beträgt etwa 20 km², der höchste Punkt ist Albero Sole mit 113 m s.l.m.
Die neun Kilometer lange und bis zu drei Kilometer breite Insel erstreckt sich in Ost-West-Richtung. Die Nordküste ist geprägt von steilen Klippen, an der Südküste befinden sich mehrere Buchten mit Sandstränden.
Der Hauptort an der Südküste ist gleichnamig. Im Jahre 2005 wohnten etwa 4.500 Menschen dauerhaft auf Lampedusa, in der Hauptreisezeit allerdings zeitweilig bis zu 10.000. Die Bewohner leben vom Tourismus, vom Fischfang und von der Produktion von Fischkonserven.

### Klima/Bewuchs
Lampedusa besitzt typisches Mittelmeerklima. Dank der Position zum europäischen Kontinent und geologisch zu Afrika gehörend hat die Insel eine der höchsten Durchschnittstemperaturen am Mittelmeer (22,3 Grad Celsius). Selbst im Februar beträgt die Durchschnittstemperatur 15 Grad Celsius. Die jährliche Niederschlagsmenge ist mit 300 Millimetern sehr gering.
Durch Rodungen und fehlende Quellflüsse ist das Inselinnere verödet.
|                       | Jan  | Feb  | Mär  | Apr  | Mai  | Jun  | Jul  | Aug  | Sep  | Okt  | Nov  | Dez  |   |       |
| Mittl. Tagesmax. (°C) | 15,3 | 15,3 | 16,0 | 17,9 | 20,9 | 24,5 | 27,4 | 28,5 | 27,0 | 24,0 | 20,2 | 16,8 | ⌀ | 21,2  |
| Mittl. Tagesmin. (°C) | 11,9 | 11,8 | 12,4 | 13,9 | 16,7 | 20,1 | 23,0 | 24,3 | 23,0 | 20,1 | 16,7 | 13,5 | ⌀ | 17,3  |
|                       |      |      |      |      |      |      |      |      |      |      |      |      |   |       |
| Niederschlag (mm)     | 42,6 | 29,7 | 23,6 | 21,5 | 6,0  | 2,3  | 1,0  | 2,8  | 15,5 | 59,3 | 69,3 | 51,5 | Σ | 325,1 |
|                       |      |      |      |      |      |      |      |      |      |      |      |      |   |       |
| Sonnenstunden (h/d)   | 6,5  | 7,2  | 7,8  | 8,7  | 10,0 | 11,1 | 11,9 | 11,0 | 9,2  | 7,8  | 7,0  | 6,4  | ⌀ | 8,7   |
|                       |      |      |      |      |      |      |      |      |      |      |      |      |   |       |
| Regentage (d)         | 7    | 5    | 4    | 3    | 1    | 1    | 0    | 0    | 2    | 6    | 6    | 7    | Σ | 42    |
|                       |      |      |      |      |      |      |      |      |      |      |      |      |   |       |
| Wassertemperatur (°C) | 15,8 | 14,9 | 14,9 | 15,9 | 18,3 | 22,3 | 24,9 | 26,0 | 25,4 | 23,4 | 21,3 | 18,1 | ⌀ | 20,1  |

| 11,9 |

| 11,8 |

| 12,4 |

| 13,9 |

| 16,7 |

| 20,1 |

| 23,0 |

| 24,3 |

| 23,0 |

| 20,1 |

| 16,7 |

| 13,5 |

| 11,9 |

| 11,8 |

| 12,4 |

| 13,9 |

| 16,7 |

| 20,1 |

| 23,0 |

| 24,3 |

| 23,0 |

| 20,1 |

| 16,7 |

| 13,5 |

| N i e d e r s c h l a g | 42,6 | 29,7 | 23,6 | 21,5 | 6,0 | 2,3 | 1,0 | 2,8 | 15,5 | 59,3 | 69,3 | 51,5 |
|                         | Jan  | Feb  | Mär  | Apr  | Mai | Jun | Jul | Aug | Sep  | Okt  | Nov  | Dez  |

### Nachbarinseln

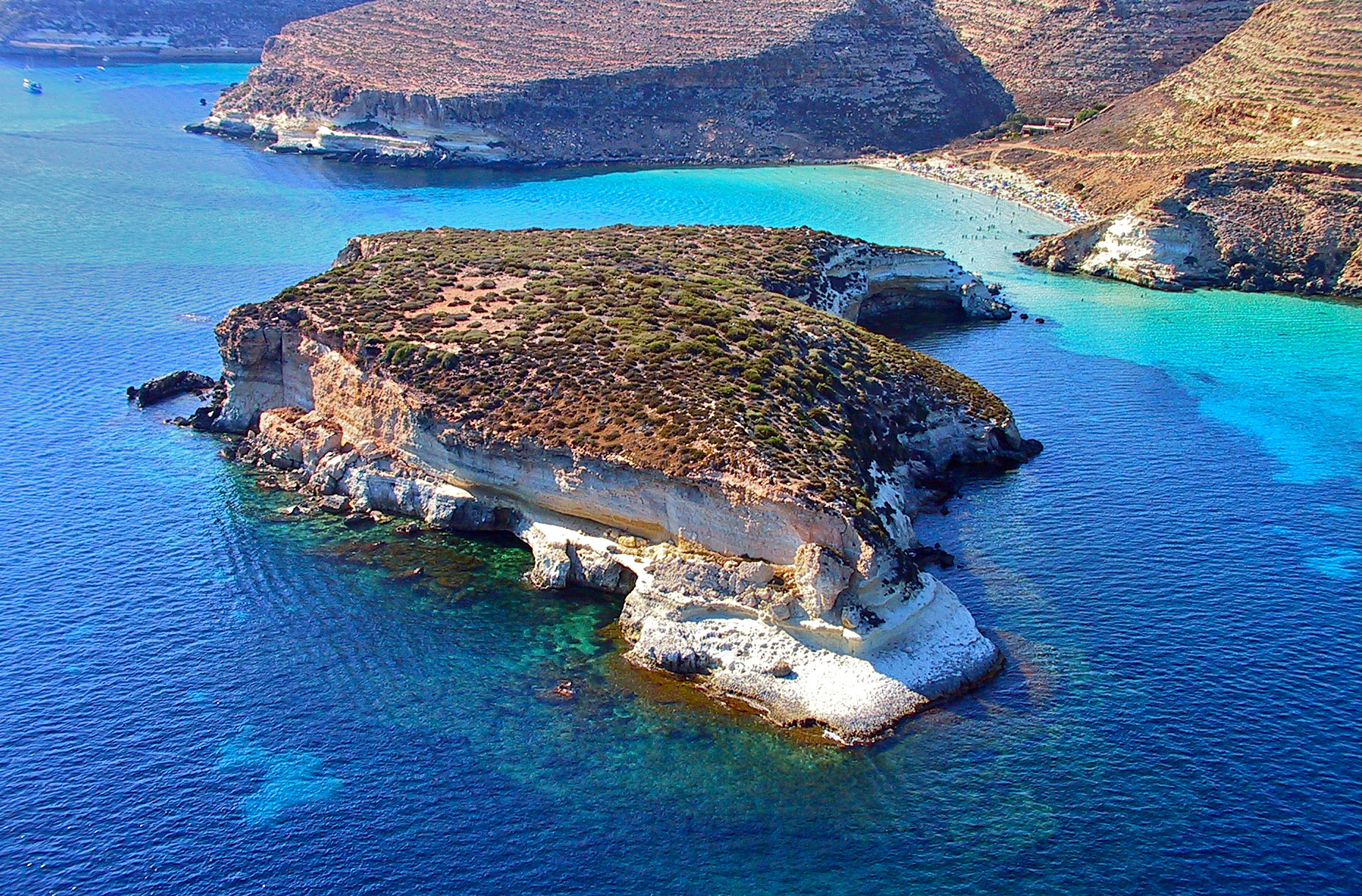
Isola dei Conigli

45 km nordöstlich von Lampedusa liegt die bewohnte Insel Linosa, 17 km nordwestlich die unbewohnte Insel Lampione. Der Südküste direkt vorgelagert liegt das kleine Eiland Isola dei Conigli (deutsch Kanincheninsel).

### Naturschutz
An der Isola dei Conigli und in den Buchten von Lampedusa suchen die Unechten Karettschildkröten ihre Plätze zur Eiablage. Um den Bestand der Schildkröten zu wahren, wurden im Jahr 2002 Teile Lampedusas und die Isola dei Conigli unter Naturschutz gestellt.

## Geschichte
Auf Lampedusa (früher auch Lopadusa, von phönizisch-griechisch Lopadoussa) befinden sich Spuren griechischer (sie besaßen dort zwei oder drei Türme), römischer, byzantinischer und arabischer Siedlungen. Zudem diente die Insel vielfach Seefahrern als Stützpunkt. 812/813 wurde Lampedusa Opfer eines Überfalls muslimischer Seeräuber, die auf 13 Schiffen kamen. Da es der byzantinischen Flotte gelang, die gegnerischen Schiffe zu versenken, dürfte Lampedusa noch für einige Jahre byzantinisch geblieben sein. Archäologisch lässt sich die byzantinische Siedlung nur bis zum Ende des 7. Jahrhunderts nachweisen. Danach waren die meisten der zu Sizilien gehörenden Inseln wie auch Lampedusa ab der normannischen Zeit, also dem 11. Jahrhundert, unbewohnt. So berichtet Idrisi von den unbewohnten Inseln. Allerdings fand sich eine der Hl. Maria geweihte Kapelle, und möglicherweise bot die Insel, auf der sich noch Siedlungsspuren fanden, noch im 16. und 17. Jahrhundert Unterschlupf für flüchtige Sklaven aus Nordafrika.
Im September 1843 ging der Kapitän Bernardo Maria Sanvisente, ein Gesandter von Ferdinand II., mit 120 Männern und Frauen an Land, um die Insel dauerhaft zu besiedeln. Von Sanvisente stammt auch der vorher wechselnde Inselname Lampedusa.
Im Zweiten Weltkrieg wurde die Insel als strategisch wichtiger Punkt Ziel von Bombenangriffen („Operation Corkscrew“). Am 13. Juni 1943 kapitulierte die italienische Besatzung der Insel kampflos.
Im Jahr 1986 schlugen vor Lampedusa zwei R-17-Raketen ein, vermutlich abgefeuert von Libyen als Antwort auf Angriffe der US Air Force auf Tripolis und Bengasi (Operation El Dorado Canyon). Es gab keine Verletzten.

### Station auf der Fluchtroute übers Mittelmeer
Im Zuge des Arabischen Frühlings und des internationalen Militäreinsatzes in Libyen entwickelte sich Lampedusa aufgrund seiner Nähe zu Nordafrika zu einer von Migranten angesteuerten Zwischenstation bei der Flucht über das Mittelmeer. Nach den Unruhen in Nordafrika Anfang 2011 (Arabischer Frühling), vor allem nach dem Sturz Zine el-Abidine Ben Alis in Tunesien, erreichten in kurzer Zeit tausende Flüchtlinge Lampedusa auf dem Seeweg, unter ihnen möglicherweise ein Attentäter. Die damalige Regierung Italiens (Berlusconi IV) erklärte daraufhin den humanitären Notstand und erhob durch Innenminister Roberto Maroni Kritik an der Untätigkeit anderer europäischer Staaten in dieser Frage.
Nachdem die Anzahl der Geflüchteten im März 2011 auf fast 6.000 gestiegen war, begann die italienische Marine damit, sie nach Sizilien und das italienische Festland auszuschiffen. Nach einem Plan der Regierung Berlusconi sollte die Insel entlastet werden und zugleich die italienischen Regionen 1000 Flüchtlinge pro Million Einwohner aufnehmen, insgesamt bis zu 50.000 Menschen.
2011 wurde in Libyen der langjährige Diktator Gaddafi gestürzt; 2014 begann in Libyen ein jahrelanger Bürgerkrieg. Hieraus ergaben sich weitere Fluchtbewegungen. Ebenfalls ab 2014 nutzten Menschen, die vor dem Bürgerkrieg aus Syrien über den Landweg nach Nordafrika geflohen waren, die zentrale Mittelmeerroute über Lampedusa, Malta oder Sizilien zur Flucht.
Papst Franziskus besuchte am 8. Juli 2013 die Insel. Er machte auf das Leid der Bootsflüchtlinge aufmerksam und gedachte der Toten durch einen Kranz, den er ins Meer warf. Er zelebrierte zusammen mit etwa 10.000 Menschen eine Messe im Stadion der Insel.
Am 3. Oktober 2013 sank vor Lampedusa ein mit etwa 545 Geflüchteten aus Somalia und Eritrea beladener Kutter, der aus der libyschen Hafenstadt Misrata kam (→ Bootsunglück vor Lampedusa 2013). Nach einem Motorschaden steckte laut Zeugenaussagen der Kapitän eine Decke als Notsignal in Brand. Das Feuer geriet außer Kontrolle. Durch die Panik der dicht gedrängt stehenden Passagiere kenterte das Schiff. Die italienische Küstenwache und einheimische Fischer konnten 155 Menschen retten. Schätzungsweise 390 Menschen ertranken. Der tunesische Kapitän wurde wegen mehrfachen vorsätzlichen Totschlags und Havarie festgenommen.
Die italienische Staatsanwaltschaft leitete gegen die Überlebenden Ermittlungsverfahren wegen illegaler Einwanderung ein.
Am 11. Oktober 2013 ertranken weitere 34 Flüchtlinge zwischen Malta und Lampedusa im Mittelmeer, 206 Menschen konnten von der maltesischen Marine aus einem gekenterten Boot gerettet werden. Erzbischof Reinhard Marx sagte dazu: „Auch wenn Europa nicht jeden aufnehmen kann, dürfen wir niemanden an den Grenzen zu Tode kommen lassen.“ UN-Generalsekretär Ban Ki-moon forderte, die internationale Gemeinschaft müsse derartige Tragödien verhindern; die Menschenrechte der Flüchtlinge müssten geschützt werden.
2015 und 2016 versuchten weitaus mehr Migranten die Überfahrt als in den Jahren davor (→ Flüchtlingskrise in Europa seit 2015). Im August 2017 sank die Zahl der Ankömmlinge in Lampedusa stark.
Ende Juni 2019 geriet Lampedusa erneut in den Fokus der Aufmerksamkeit durch den Fall Carola Rackete, der Kapitänin der Sea-Watch 3. Nach der Aufnahme von 53 Flüchtlingen vor der libyschen Küste, die Rackete am 12. Juni 2019 aus Seenot rettete, fuhr sie in der Nacht auf den 29. Juni 2019 ohne Genehmigung in den Hafen von Lampedusa ein und streifte dabei ein Schnellboot der Guardia di Finanza, das die Sea-Watch 3 am Anlegen zu hindern suchte. Rackete muss sich strafrechtlich verantworten und wurde in Hausarrest genommen.
Am 6. Juli 2019 wurde publik, dass auch das Segelboot Alex der italienischen Hilfsorganisation Mediterranea mit 41 Flüchtlingen an Bord trotz Verbots in Lampedusa anlegte. Die unter italienischer Flagge segelnde Alex hatte am 4. Juli 2019 54 Migranten an Bord genommen. Italiens Innenminister Matteo Salvini untersagte dem Boot per Dekret die Einfahrt in italienische Gewässer und verlangte von ihm, die maltesische Hauptstadt Valletta anzusteuern. 13 Menschen hätten die Alex in Lampedusa zuvor verlassen können. Salvini habe auch ein härteres Vorgehen angekündigt. Die Strafe für Hilfsorganisationen, die trotz eines Verbots italienische Häfen ansteuern, soll auf eine Million Euro angehoben werden. Darüber hinaus soll es leichter werden, Schiffe zu beschlagnahmen.
Wenig später ereignete sich ein ähnlicher Vorfall. Am 26. Juli 2019 wurde berichtet, dass Salvini der Gregoretti, einem Schiff der Küstenwache mit 140 Migranten an Bord, verbot, in Lampedusa anzulegen. Er kündigte an, die Erlaubnis erst zu erteilen, „wenn eine Verteilung dieser Migranten in ganz Europa schriftlich feststeht“. Die Gregoretti hatte die Migranten nach ihrer Rettung von einem italienischen Fischerboot übernommen.
Nachdem das Rettungsschiff Alan Kurdi der deutschen Hilfsorganisation Sea-Eye am frühen Morgen des 31. Juli 2019 40 Flüchtlinge von einem Schlauchboot gerettet hatte und in den Hafen von Lampedusa einfahren wollte, sprach Salvini auch hier ein Verbot aus. Die Alan Kurdi nahm danach Kurs auf Malta.
In der Nacht auf den 2. August 2019 wurde auch der Open Arms, einem Schiff der spanischen Hilfsorganisation Proactiva Open Arms, mit 123 Flüchtlingen an Bord das Anlegen in Lampedusa verweigert. EU-Kommissionspräsidentin Ursula von der Leyen habe Italien nun Entlastung versprochen. Italien, Spanien und Griechenland seien wegen ihrer geografischen Lage besonders starken Problemen ausgesetzt. Die Open Arms durfte nach fast dreiwöchiger Blockade doch noch in Lampedusa anlegen. Deutschland, Spanien, Frankreich, Luxemburg und Portugal wollen die Flüchtlinge aufnehmen.
Am 2. September 2019 durfte das Rettungsschiff Mare Jonio nach tagelanger Blockade in Lampedusa anlegen. Italienische Behörden beschlagnahmten es jedoch nach seiner Ankunft und stellten der Besatzung einen Bußgeldbescheid über 300.000 Euro aus. Die italienische Hilfsorganisation Mediterranea Saving Humans zeigte kein Verständnis für das Vorgehen, da das Schiff mit 31 Migranten an Bord nach der Blockade die Erlaubnis erhielt, in Lampedusa anzulegen.
Am 12. und 13. August 2023 erreichten fast 1000 Bootsmigranten Lampedusa. Sie gaben an, von den tunesischen Küstenstädten Sfax, Gabes und Mahdia abgefahren zu sein, und sollen teilweise nach Sizilien gebracht werden. Am 27. August 2023 seien in dem für rund 400 Menschen ausgelegten Erstaufnahmelager der Insel laut Nachrichtenagentur ANSA mehr als 4.200 Menschen gezählt worden. Nach Italien kämen so viele Migranten und Flüchtlinge wie seit Jahren nicht mehr. Anfang September 2023 erreichten Geflüchtete von Sheba und Sfax aus Lampedusa. Mitte September gab es erneut viele Ankünfte geflüchteter Menschen. Bürgermeister Filippo Mannino bezeichnete dies als „epochales Phänomen“. Nachdem am 12. September mehr als 5000 Migranten in Lampedusa angekommen waren, rief der Gemeinderat von Lampedusa den Notstand aus. Die Regierung Meloni hatte jedoch, ebenfalls aufgrund der stark angestiegenen Immigration, bereits im April 2023 einen auf sechs Monate befristeten Ausnahmezustand für das ganze Land ausgerufen. Der für Lampedusa zuständige Präfekt von Agrigent, Filippo Romano, kündigte die schnellstmögliche Verlegung der Neuankömmlinge an, wofür es jedoch an Schiffen mangele.
Mitte September 2023 besuchte eine Delegation der Europäischen Kommission Lampedusa, um Schritte zur Unterstützung der italienischen Behörden festlegen zu können, ebenso EU-Kommissionspräsidentin Ursula von der Leyen. Österreich zieht außerordentliche Kontrollen an den Grenzen zum Schengen-Partnerland Italien in Betracht. In und außerhalb Italiens gebe es Stimmen, die sich für eine europäische „Mare Nostrum“– Aktion einsetzen, darunter die aktuelle PD-Parteichefin Elly Schlein.
Auch an einem Wochenende Ende Oktober 2023 wurden über 1000 Neuankommende aus Ägypten, Bangladesch, Syrien, Sudan, Eritrea, Äthiopien, Marokko und Pakistan gezählt. Im November 2023 kam es zu weiteren Ankünften und Unglücken. Gerettete stammten von der Elfenbeinküste, aus Burkina Faso, Guinea-Bissau und Mali.
Im Frühjahr 2024 war Lampedusa wieder Hotspot der Migration. Mediterranea Saving Humans berichtete von bewusst erzeugter Panik durch libysche Milizionäre in internationalen Gewässern. Im Vergleich zu 2023 sei die Flüchtlingszahl (Flüchtende via Tunesien und Libyen) aber zurückgegangen. Ende August 2024 trafen an einem Tag auf acht Booten über 400 Flüchtlinge auf Lampedusa ein.

## Verkehr

### Flugverkehr

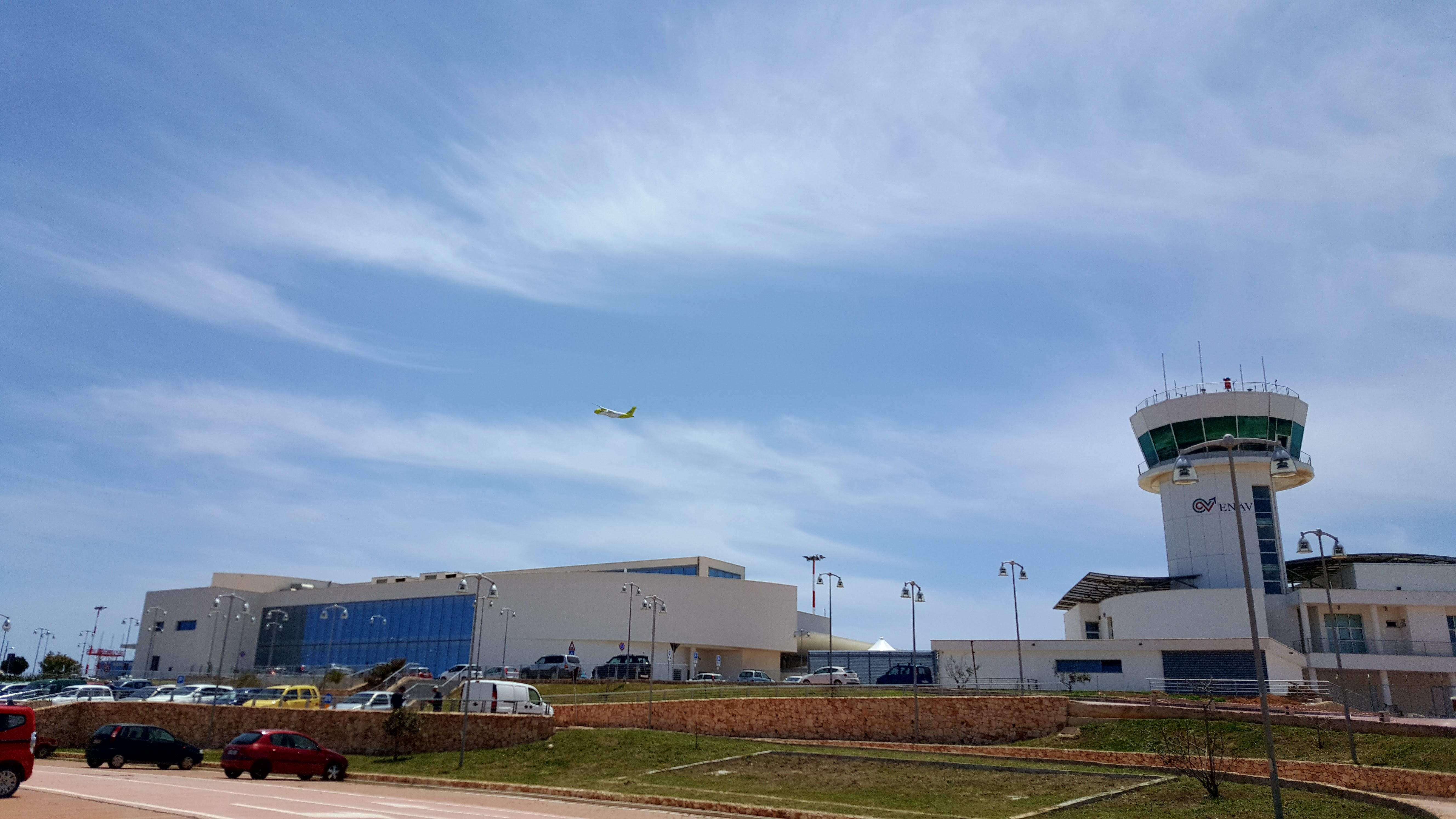
Flughafen Lampedusa

Von und nach Palermo und Catania gibt es am Flughafen Lampedusa täglich eine Flugverbindung.
Während der Hauptreisezeit wird der Inselflughafen, der im Osten nahe dem Hauptort liegt, mehrmals täglich und auch von italienischen Großstädten aus angeflogen.

### Fähren

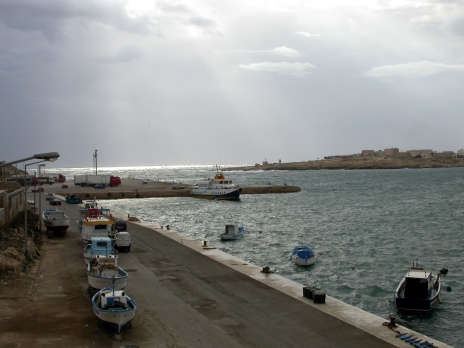
Hafen von Lampedusa

Von und nach Porto Empedocle bei Agrigent verkehrt täglich eine Fähre. Zur Nachbarinsel Linosa pendeln mehrmals täglich Tragflügelboote.

### Bus
Der Inselbus entlang der Küstenstraßen Lampedusas fährt in den Sommermonaten stündlich.

## Kultur
Bedeutendes Bauwerk ist eine Kirche an der Südküste mit einer Statue der Madonna di Porto Salvo, die Schutzheilige der Insel ist.
Traditionelles Fest auf Lampedusa ist alljährlich das Festa di San Bartolomeo am 24. August.
Giulio Tomasi erhielt 1667 von Karl II. von Spanien den Titel eines Fürsten von Lampedusa. Einer seiner Nachfahren, Giuseppe Tomasi di Lampedusa, schrieb den weltberühmten Roman Il Gattopardo (deutsch: Der Leopard, auch Der Gattopardo).
Der 2002 produzierte Spielfilm Lampedusa unter der Regie von Emanuele Crialese porträtiert das alltägliche Leben und die Traditionen der Inselbewohner.
Der 2011 produzierte Spielfilm Terraferma, ebenfalls unter der Regie von Emanuele Crialese, thematisiert die Migration afrikanischer Flüchtlinge, die über die Insel Lampedusa den Weg nach Europa suchen, und schildert die dadurch entstehenden Probleme der Inselbewohner.
2014 erhielt der ivorische Schriftsteller Josué Guébo für sein Buch Songe à Lampedusa (dt. Denk an Lampedusa) den Tchicaya-U-Tam’si-Preis. Das Buch bearbeitet die afrikanische Flüchtlingswelle in Richtung Lampedusa in einer lyrischen Langform. Die Jury bezeichnete es als „ein aktuelles Werk, ein Schrei der Verzweiflung an die Adresse der Regierungen, aber auch für die Jugend, um nicht zu verzweifeln“.
Auch der 2016 veröffentlichte Dokumentarfilm Seefeuer von Gianfranco Rosi schildert das Alltagsleben der Inselbewohner und der täglich ankommenden Flüchtlinge.

## Persönlichkeiten
- Pietro Bartolo (* 1956), Arzt und Koordinator medizinischer Hilfsmaßnahmen für Flüchtlinge
- Giuseppina Maria Nicolini (* 1961), Bürgermeisterin der Gemeinde Lampedusa e Linosa